# 瓦伊·万达
瓦伊·万达（匈牙利語：Vályi Vanda，1999年8月13日—），匈牙利女子水球运动员。她曾代表匈牙利国家队参加2020年夏季奥林匹克运动会女子水球比赛，结果获得一枚铜牌。